# Senat (Polen-Litauen)
Der Senat von Polen-Litauen (polnisch Senat I Rzeczpospolita, litauisch Abiejų Tautų Respublikos senatas) war vom 15. bis zum 18. Jahrhundert die höhere Kammer des polnisch-litauischen Parlaments in Ergänzung zur ersten Kammer, dem Abgeordnetenhaus. Zusammen mit dem Abgeordnetenhaus bildete er den Sejm. Der König, der Senat und das Abgeordnetenhaus bildeten zusammen die Sejm-abhaltenden Stände.

## Geschichte
Der Senat entstand im 15. Jahrhundert aus dem Königsrat, der im Hoch- und Spätmittelalter ein Beratergremium des polnischen Monarchen bildete. Der erste Senat in der Krone trat auf dem Sejm von Piotrków 1493 zusammen, als die geistlichen Würdenträger und Magnaten eine eigene Kammer bildete, die von der Abgeordnetenkammer der Ritter verschieden war.
Im Zuge der Union von Lublin 1569 wurde der Senat um die Senatoren aus Litauen erweitert. Die Kammer besaß seither stets 140 Mitglieder, die Senatorenämter bekleideten. Die Sitz- und Abstimmungsordnung unterlag einer strikten Hierarchie gemäß dem bekleideten Senatorenamt. Dem Senat stand der Erzbischof von Gnesen als Primas Poloniae vor. Formell leitete der König die Senatssitzungen, die Aufgabe übernahm jedoch der Großkronmarschall als Vertreter des Monarchen. Der König hatte wiederum Einfluss auf die Zusammensetzung des Senats, da er die Senatsämter, einschließlich der geistlichen Ämter, vergab. Ein einmal vergebenes Senatorenamt wurde jedoch lebenslänglich ausgeübt, so dass der König nur vakant gewordene Ämter vergeben konnte, was wiederum seine reale Macht gegenüber dem Senat schwächte. Der Senat entschied per Votum, dass der Großkronkanzler beurkundete. Der Senat tagte zur gleichen Zeit wie das Abgeordnetenhaus. Zwischen den Sejmperioden konnte der vom König einberufene Senatsrat Beschlüsse senatus consulta fassen, die bei der nächsten Tagung des Senats verlesen und entweder angenommen oder abgelehnt wurden. Die Articuli Henriciani bestimmten 1573 sechzehn Senatsresidenten, von denen sich jeweils vier ständig am Königshof aufhalten mussten, um die Kontrollrechte des Senats gegenüber dem Monarchen wahrzunehmen. 1641 wurde die Anzahl der Senatsresidenten auf 28. In der Sachsen-Zeit wurde der Senat immer wichtiger, da die Arbeiten des Abgeordnetenhauses immer häufiger blockiert wurden. Im Senat vielen die wichtigsten Entscheidungen über die Außenpolitik, über Kriege und Friedensschlüsse. Der Senat konnte auch über Gesetzesvorhaben des Abgeordnetenhauses befinden und Änderungen vorschlagen. Über die Anregungen des Senats entschied jedoch endgültig das Abgeordnetenhaus.
Der Senat wurde in der Verfassung vom 3. Mai 1791 grundlegend reformiert. Die Anzahl der Senatoren wurde auf 132 reduziert. Die Senatsämter wurden nicht mehr alleine vom Monarchen vergeben, sondern im Zusammenspiel mit den Landtagen bestimmt. Das Senatsamt sollte auch nicht mehr lebenslänglich bekleidet werden, die Legislaturperiode sollte zwei Jahre betragen. Gleichzeitig verlor der Senat Kompetenzen an die Abgeordnetenkammer. Ihm sollte kein Gesetzesinitiativrecht zukommen. Ein Vetorecht stand ihm nicht zu, er konnte Legislativarbeiten der Abgeordnetenkammer in gewissen Fällen nur noch verzögern, in anderen Fällen sollte bei Unstimmigkeit zwischen beiden Kammern die Generalversammlung beider Kammern entscheiden. Bei Verfassungsänderungen, die spätestens alle 25 Jahre geprüft werden sollten, hatte der Senat nur noch ein Beratungsrecht. In den Sejmgerichten waren die Senatoren als Assessoren zugelassen. Durch die Zweite und Dritte Polnische Teilung 1793/1795 kam es nicht mehr zur Implementierung der Reformen. Der letzte Senat Polen-Litauens kam 1793 zusammen.

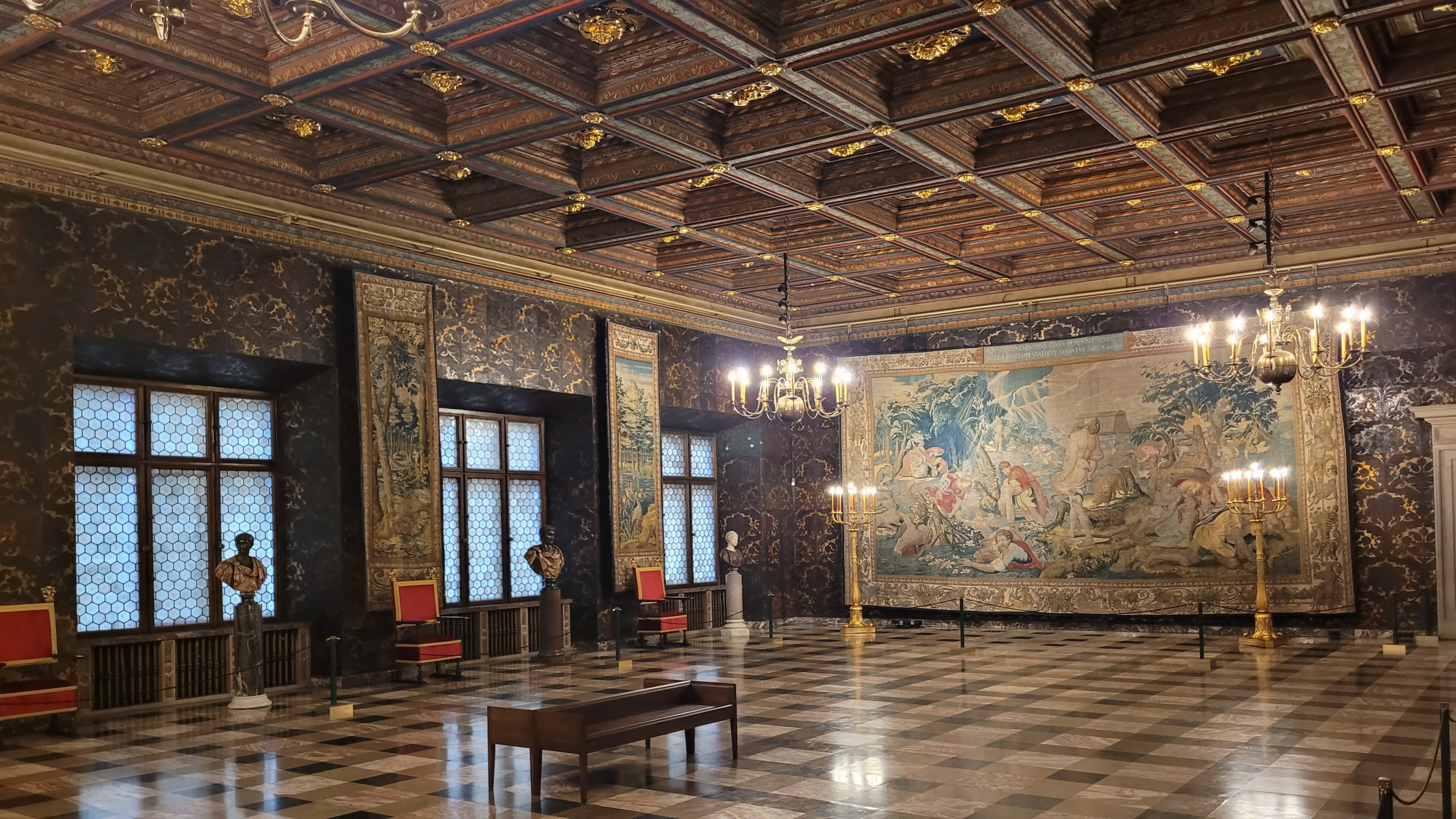
Krakauer Senatssaal

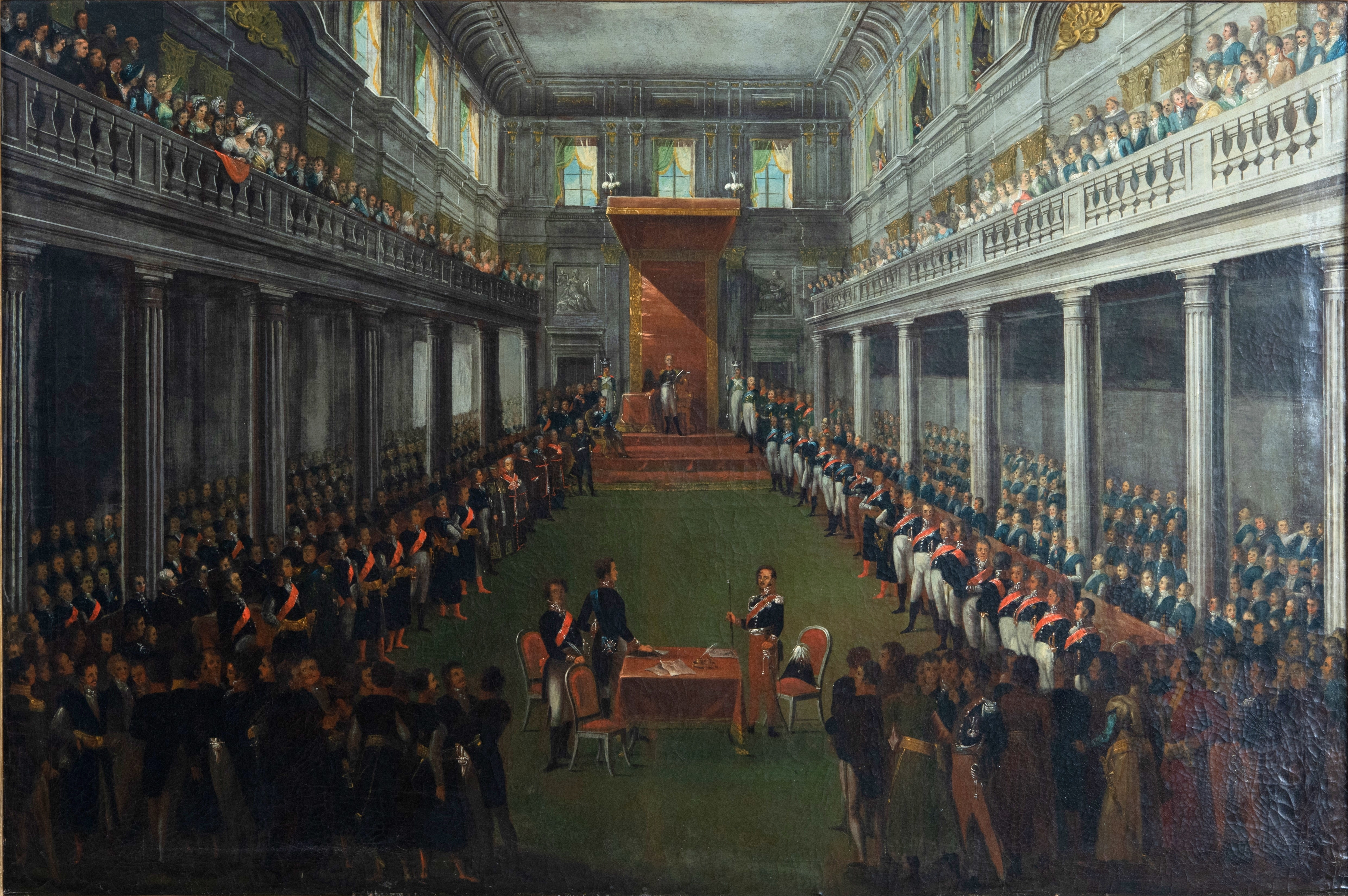
Warschauer Senatssaal im 19. Jahrhundert

Der Senat kam in verschiedenen Örtlichkeiten zusammen, im 15. und 16. Jahrhundert vor allem auf dem Königsschloss auf dem Wawel in Krakau, ab dem 17. Jahrhundert vor allem im Königsschloss in Warschau. Der Senatssaal im Warschauer Königsschloss wurde nach der Zerstörung im Zweiten Weltkrieg wiederhergestellt. Der Königsthron befand sich neben der Tür zu den Königlichen Privatgemächern. Rechts vom König saßen die Minister der Krone und links die Minister von Litauen. Danach kamen die Inhaber der anderen Senatorenämter. Gegenüber des Königsthron war hinter einem Gitter der Thron der Königin.

## Nachweise
- R. Łaszewski, S. Salmonowicz, Historia ustroju Polski, Toruń 2001
- J. Bardach, B. Leśnodorski, M. Pietrzak, Historia ustroju i prawa polskiego, Warszawa 2003